# Leonardo Tortomasi
Leonardo Tortomasi, né le 21 janvier 1994 à Partinico, est un coureur cycliste italien.

## Biographie
Né à Partinico (Sicile), Leonardo Tortomasi commence sa carrière cycliste chez les juniors en déménageant dans la province de Massa-Carrara, en Toscane,. Il fait ses débuts dans les rangs espoirs en 2013 au sein du club Maltinti Lampadari-Banca di Cambiano.
En 2017, il remporte le Critérium de Monaco et obtient diverses places d'honneur chez les amateurs. L'année suivante, il signe un contrat avec Minsk CC, mais il ne rejoint finalement jamais l'équipe. Au mois de juillet, il s'impose sur le Giro delle Valli Aretine, course du calendrier régional italien.
Il passe professionnel à partir de 2020 en signant dans l'équipe Vini Zabù-KTM.

## Palmarès
- 2017
  - Critérium de Monaco
  - 2e du Gran Premio Chianti Colline d'Elsa
  - 3e du Trofeo Alta Valle del Tevere
- 2018
  - Giro delle Valli Aretine
  - 2e du Trofeo Tosco-Umbro
  - 3e de la Coppa 29 Martiri di Figline di Prato
- 2019
  - 2e du Grand Prix San Giuseppe
  - 3e du Gran Premio La Torre

## Classements mondiaux
| Année           | 2020   |
| --------------- | ------ |
| UCI Europe Tour | 1 430e |